# Jan Boháč (rychlostní kanoista)
Jan Boháč (* 22. dubna 1963 Hradec Králové) je dlouholetý český sportovní funkcionář a předseda České unie sportu. Během aktivní sportovní kariéry byl reprezentantem v rychlostní kanoistice, startoval na mistrovství světa i olympijských hrách. Od roku 1991 působil jako sekretář Československé kanoistické federace a v letech 1992–1998 působil jako sekretář Českého svazu kanoistů. V letech 1998 až 2025 zastával funkci generálního sekretáře České unie sportu (ČUS – do roku 2012 ČSTV), v roce 2025 se stal jejím předsedou. V letech 2001–2013 byl voleným členem exekutivy ENGSO (Sdružení evropských nevládních sportovních organizací), v období 2009–2013 ve funkci viceprezidenta. V období 2014–2022 byl předsedou Českého svazu kanoistů.

## Život
Vystudoval Gymnázium v Hradci Králové (1978–1982), Střední průmyslovou školu elektrotechnickou v Pardubicích (1982–1984) a Fakultu tělesné výchovy a sportu Univerzity Karlovy v Praze (1988–1994). Je držitelem titulu Mgr. Je ženatý, má syna a žije ve Vrchlabí.

### Sportovní kariéra
S rychlostní kanoistikou začínal ve Spartaku Hradec Králové, jehož členem byl do roku 1982, poté přestoupil na dva roky do VŠ Praha. V letech 1984–1991 byl závodníkem Dukly Praha. Stal se několikanásobným mistrem republiky a v období 1984–1990 byl členem reprezentačního družstva. Na Mistrovství světa 1987 v Duisburgu postoupil na deblkajaku na 500 metrů do semifinále a tento výsledek zopakoval ve stejné disciplíně a na stejné trati v roce 1988 na Olympijských hrách v Soulu (K2 500m). Aktivní sportovní kariéru ukončil v roce 1991.

## Veřejné funkce

### Kanoistika
V roce 1991 byl jmenován generálním sekretářem Československé kanoistické federace. O rok později, po rozdělení federace, převzal tuto funkci v Českém svazu kanoistů a vykonával ji až do roku 1998. V roce 2014 byl zvolen jeho předsedou a tuto funkci vykonával do roku 2022. Získal pro ČR po 59 letech pořadatelství MS v rychlostní kanoistice, které se konalo v roce 2017 v Račicích. Působil jako předseda organizačního výboru mistrovství světa, Evropy a světových pohárů v rychlostní kanoistice, konaných v období 2005–2025 v ČR. S kvalifikací diplomovaného trenéra a licencí mezinárodního rozhodčího vede od roku 2005 v Českém svazu kanoistů Sekci rychlostní kanoistiky.
V roce 2006 inicioval a zavedl motivační systém sportovních center mládeže v rychlostní kanoistice s důrazem na všestrannou přípravu mládeže. V roce 2007 nastavil svazem řízenou sportovní přípravu reprezentantů s realizací v resortních sportovních centrech a přivedl zahraniční zkušenosti. V období 2012–2024, kdy působil v čele rychlostní kanoistiky, získalo toto sportovní odvětví šest olympijských medailí, z toho dvě zlaté (Paříž 2024).

### Česká unie sportu
V roce 1998 byl jmenován generálním sekretářem Českého svazu tělesné výchovy, transformovaného v roce 2013 na Českou unii sportu (ČUS) – tuto funkci zastává dosud. Od roku 2013 byl jako člen Rady ČUS jedním ze čtyř statutárních zástupců ČUS (stanovy ČUS). V roce 2025 se stal předsedou organizace, když ve funkci nahradil Miroslava Janstu.

### Další sportovní organizace a aktivity
Jako kandidát Českého svazu kanoistů byl v roce 2025 zvolen do Výkonného výboru Českého olympijského výboru (ČOV). S ČOV spolupracuje od roku 1999  jako člen jeho odborných komisí. Je spoluautorem projektu Olympiád dětí a mládeže, spoluiniciátor ocenění Trenérka – cvičitelka roku. Současně je členem výboru Východočeského klubu olympioniků (součást Českého klubu olympioniků) a jeho nadačního fondu. V letech 2001–2013 působil jako člen exekutivy Sdružení evropských nevládních sportovních organizací ENGSO, v období 2009–2013 ve funkci viceprezidenta.
V letech 2008–2009 byl pověřeným expertem Ministerstva školství, mládeže a tělovýchovy ČR po přípravu Českého předsednictví Evropské unie pro oblast sportu. 
V období 1996–2016 působil jako lektor na Fakultě tělesné výchovy a sportu Univerzity Karlovy v Praze.  